# Lenin's Tomb: The Last Days of the Soviet Empire
«Lenin's Tomb: The Last Days of the Soviet Empire» — книга американского писателя Дэвида Ремника в жанре новой журналистики; в 1994 году получила Пулитцеровскую премию в области научной литературы.
История распада Советского Союза, дополненная рассказами свидетелей основных событий. Начинается с описания раскопок трупов поляков, погибших в Катынском расстреле и перечисления недостатков советской политической системы, изначально заложенных с начала существования страны. Рассказы современников иллюстрируют последствия этих исторических событий.
Ремник во многом опирается на свою работу в качестве московского корреспондента The Washington Post. Помимо политиков и общественных деятелей, нынешних и бывших (в том числе, рассказывается о попытках Ремника взять интервью у Лазаря Кагановича), приводится множество свидетельств очевидцев событий 1990-х годов.